# 岗龙乡
岗龙乡，是中华人民共和国青海省果洛藏族自治州甘德县下辖的一个乡镇级行政单位。

## 行政区划
岗龙乡下辖以下地区：
岗龙牧委会、科拉牧委会、龙木切牧委会和恰不将牧委会。